# 斯米亞奇河
斯米亞奇河（烏克蘭語：Смяч），是烏克蘭的河流，位於該國北部切爾尼戈夫州，屬於斯諾夫河的支流，發源自布季謝，河道全長47公里，流域面積582平方公里。